# Soción de Alejandría
Soción (Σωτιών) de Alejandría fue un filósofo peripatético griego (fl. c. 200 - 170 a. C.). Su importancia hoy radica en su trabajo como doxógrafo y biógrafo de filósofos anteriores, siendo una importante fuente para Diógenes Laercio. No ha sobrevivido ninguna de sus obras más que en escasas citas por otros autores. Su principal obra fue las Sucesiones (en griego antiguo: Διαδοχαί) de los Filósofos, donde los distintos autores estaban ordenados según la escuela filosófica a la que pertenecían.